# Свідерський В'ячеслав Михайлович
В'ячеслав Михайлович Свіде́рський (нар. 1 січня 1979, Київ) — колишній український футболіст, гравець збірної України з футболу.

## Кар'єра
Народився у робітничій сім'ї — мати і батько працювали на заводі «Арсенал». Вихованець київської ДЮСШ «Зміна». Після закінчення школи Свідерський грав за дубль «Оболоні» і дебютував у складі головної команди у сезоні 1997/98. Тоді він часто грав у півзахисті або персонально проти гравця суперника. Зараз Свідерський відомий насамперед як правий фланговий захисник.
Сезон 1999/2000 був шансом потрапити до київського «Динамо» — 21-річний оборонець зіграв кілька ігор за «Динамо-2», але на його місці в «основі» тоді грав досвідченіший Сергій Федоров. Тоді він тренувався з іншими кандидатами до головного складу: Володимиром Єзерським і Олегом Венглінським, які теж не зуміли пробитися в першу команду.
Після 2001 року з «Оболоні» пішов головний тренер Володимир Мунтян. Він очолив владикавказьку «Аланію» і запросив В'ячеслава до цього клубу. Свідерський став гравцем основного складу і хоча «Аланія» фінішувала 11-ю, оборонець називає той сезон одним із найкращих у кар'єрі. Гравця помітив Віктор Прокопенко й запропонував контракт із московським «Динамо». Але через проблеми зі здоров'ям Свідерський пропустив початок сезону, а після зміни тренера перестав підходити керівництву, й більшість першості (6 матчів у «основі», 22 — у резервній команді) провів у «дублі». Наступного року він почав грати за раменський «Сатурн», де тоді у півзахисті виступав відомий Андрій Канчельскіс.
У сезоні 2005/06 киянин повернувся до України в донецький «Шахтар», але конкуренція на правому боці оборони була надто високою — Дарійо Срна і Флавіус Стойкан, тому Свідерського на початку 2006 року віддали в оренду до київського «Арсеналу» до кінця сезону. Грав Свідерський досить жорстко і тому отримував чимало жовтих карток. Наприклад, провівши 10 ігор в «Арсеналі» отримав 6 попереджень, а у 8 матчах за «молодіжку» — 3 жовті картки. Після повернення до складу «гірняків» В'ячеслав навіть провів три матчі за головну команду, проте закріпитися в клубі не зумів і на початку 2007 року був відданий в оренду в «Чорноморець» до кінця сезону.
Влітку 2007 року підписав контракт з дніпропетровським «Дніпром», проте здебільшого виступав за дублюючу команду, тому в березні 2009 року підписав контракт із сімферопольською «Таврією», за яку виступав до кінця 2009 року.
Після дворічної перерви на початку 2012 року Свідерський повернувся до професійного футболу, підписавши контракт з першоліговим клубом «Говерла-Закарпаття». Проте в новій команді зіграв лише одну гру і по завершенні сезону 2011/12, за підсумками якого ужгородці стали переможцями першої ліги, Свідерський залишив закарпатський клуб.
Після завершення кар'єри займався бізнесом, виступав за аматорські команди «Сокіл» (Рубежівка) та «Будстар» (Київ).

## Збірна
Виступав за молодіжну збірну України (8 ігор, у тому числі 5 у відбірному турнірі ЧЄ-2002).
Перший матч у національній збірній України провів 30 березня 2005 року (Україна — Данія — 1:0).
У складі збірної був учасником чемпіонату світу 2006 року в Німеччині, на якому українці сягнули стадії чвертьфіналів. Свідерський взяв участь у трьох з п'яти матчів збірної на турнірі, за результатами якого разом із низкою інших гравців команди був нагороджений орденом «За мужність» III ступеня.

## Досягнення
- Срібний призер чемпіонату України: 2006—2007
- Переможець першої ліги: 2011-12

### Індивідуальні
- Майстер спорту міжнародного класу: 2005[5]
- Орден «За мужність» III ступеня: 2006[6]